# ARASHIC
《ARASHIC》是嵐的第8枚專輯，第6枚原創專輯。於2006年7月5日發行。唱片公司為J Storm。

## 解說
- 與前作相距約11個月。
- 初回生產限定盤與通常盤的封套不一樣。初回生產限定盤中共兩張DVD，收錄了2005年的「One」巡迴中演唱的5曲。通常盤初回Plus附送寫真集，通常盤則追加收錄Bonus Track《LOVE PARADE》。
- 繼前作之後再度獲得Oicon週專輯排行榜第一名，且此張作品首波銷售量比前作還要高。

## 收錄曲

### CD
1. WISH
（作詞：久保田洋司　作曲：大柳博夫　編曲：CHOKKAKU）
15th單曲
TBS日劇《花樣男子》主題曲
2. Runaway Train（ランナウェイ・トレイン）
（作詞：SPIN　Rap詞：櫻井翔　作曲：Anthony Little、Rick Kelly　編曲：鈴木雅也）
前EXTREAM成員Nuno Bettencourt參與吉他演出
3. Raise Your Hands
（作詞：SPIN　Rap詞：櫻井翔　作曲：Stefan Olsson、Tim Norell　編曲：安部潤）
4. 安啦沒問題
（作詞：SPIN　Rap詞：櫻井翔　作曲・編曲：Shinnosuke）
16th單曲
5. Ready To Fly
（作詞：masa-ya　作曲：家原正樹　編曲：石塚知生）
大野智主音
6. 焦糖之歌（キャラメル・ソング）
（作詞：小川貴史 　作曲：松下典由　編曲：高橋哲也）
二宮和也主音
7. COOL&SOUL
（作詞：SPIN　Rap詞：櫻井翔　作曲・編曲：吉岡拓）
8. 踏上旅程的早晨（旅立ちの朝）
（作詞：SPIN　作曲：Shusui、Fredrik Hult、Jonas Engstrand　編曲：ha-j）
9. I Want Somebody
（作詞：Axel G　作曲・編曲：Shusui、Stefan Aberg、Fredrik Hult、Ola Larsson）
松本潤主音
10. Secret Eyes
（作詞：Erykah　Rap詞：櫻井翔　作曲：Gajin　編曲：岩田雅之）
相葉雅紀主音
11. 超²感謝（超²ありがとう）
（作詞：Erykah　作曲：Henrik Rongedal、Magnus Rongedal　編曲：岩田雅之）
櫻井翔主音
12. CARNIVAL NIGHT part2
（作詞：久保田洋司　作曲：上野浩司　編曲：長岡成貢）
13. 銀戒
（作詞：山本成美　作曲：北川吟　編曲：若草惠）
14. LOVE PARADE (Bonus Track)
（作詞：仲山卯月　作曲：土井真登香、土岐健一　編曲：船山基紀）
通常盤追加收錄

### DVD
收錄了「嵐 LIVE 2005 "One SUMMER TOUR"」的情況
1. Yes? No?
2. 櫻花盛開
3. La tormenta 2004
4. A·RA·SHI
5. 美好的世界